# Линдси Елингсон
Линдси Елингсон (енгл. Lindsay Ellingson) је америчка манекенка и фото-модел, рођена 19. новембра 1984. у Сан Дијегу (САД).
Позната је по сарадњи са компанијом доњег веша Викторијас Сикрет, где ради од 2007. године.
Прва колекција за Викторијас Сикрет јој је била ПИНК где је била обучена као каубојка.
Прошетала је пистом за веома важне модне компаније као што су: Шанел, Долче и Габана, Валентино и Кристијан Диор. Године 2011, постала је једно од заштитних лица козметичког бренда Кларинс из Париза.